# Gewächshausschrecke
Die Gewächshausschrecke (Diestrammena asynamora, Syn.: Tachycines asynamorus) ist eine Langfühlerschrecke aus der Familie der Rhaphidophoridae. Beschrieben wurde die Art 1902 durch Nikolaus von Adelung anhand von Exemplaren, die in den Palmenhäusern von St. Petersburg gefangen worden waren. Die wärmeliebende, tropische Art wurde durch den Menschen weltweit verschleppt und kommt heute häufig synanthrop in der Nähe des Menschen vor, vor allem in Gewächshäusern. Die Tiere sind dämmerungs- und nachtaktiv. Sie ernähren sich sowohl karnivor von verschiedenen kleinen Insekten als auch von pflanzlichem Material wie Früchten, Samen, Keimlingen oder jungen Blättern und Blüten.

## Merkmale
Die Tiere erreichen eine Körperlänge von 13 bis 19 Millimetern und haben einen deutlich buckeligen, gedrungenen Körperbau. Die leicht nach oben gekrümmte Legeröhre (Ovipositor) der Weibchen ist nochmals 10 bis 14 Millimeter lang. Diese Heuschrecken haben eine grau- bis gelbbraune oder auch rötlichbraune Grundfarbe, vor allem der Hinterleib ist mit dunkelbraunen Flecken und Streifen gemustert. Der Halsschild hat einen dunkelbraunen Rand, die Beine sind dunkel und hell geringelt, diese Musterung ist vor allem auf den Hinterbeinen gut erkennbar. Fühler, Palpen, Beine und Cerci sind auffallend lang. Die Fühler sind mit 70 bis 80 Millimetern Länge ungefähr viermal länger als der Körper, die Cerci erreichen sowohl beim Männchen als auch beim Weibchen etwa 10 Millimeter und sind biegsam, rundherum abstehend behaart und gleichmäßig zur Spitze verjüngt. Die Kiefertaster haben eine Länge von bis zu 15 Millimeter. Gewächshausschrecken besitzen keine Gehöröffnungen und auch keine Punktaugen (Ocelli), ihre Facettenaugen sind aber voll ausgebildet. Es wird vermutet, dass ihre langen Beine eine Anpassung an die nachtaktive Lebensweise sind und als zusätzliche Tastorgane benutzt werden. Auch die Cerci werden zum Tasten verwendet, die Männchen können mit ihnen nicht greifen und sie deshalb auch nicht bei der Paarung einsetzen. Die Tarsen an den vorderen und mittleren Beinen sind nur geringfügig kürzer als die Schenkel (Femora). Auf der Spitze der Schenkel des mittleren Beinpaars befinden sich zwei lange, bewegliche Dornen, an den Vorderbeinen findet sich ein weiterer, nach außen gerichteter Dorn. Die Hinterbeine sind an den unterseits abgerundeten Schienen (Tibien) lang und doppelt bedornt.

### Ähnliche Arten

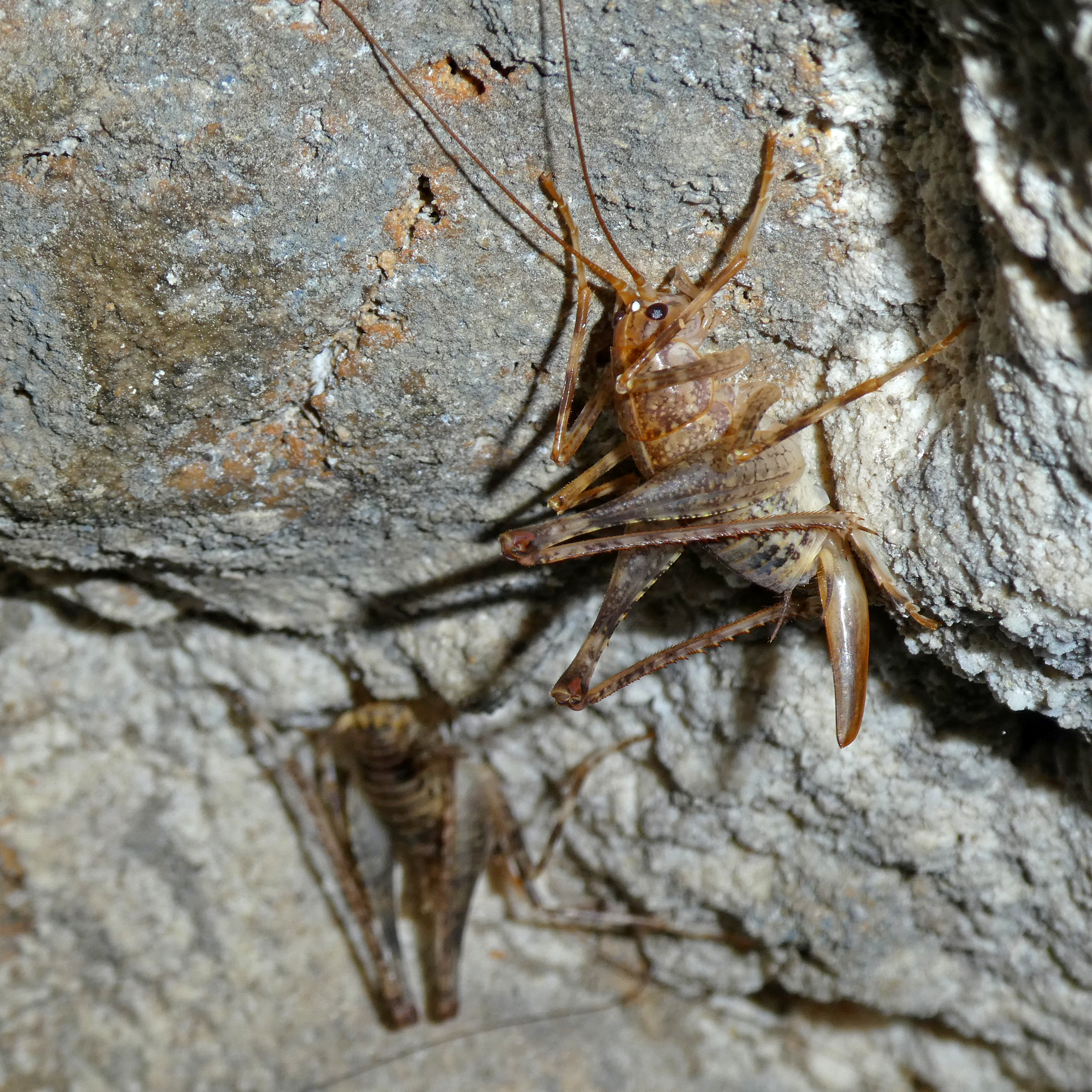
Weibliche Kollars-Höhlenschrecken in der niederösterreichischen Höhle Felsenkeller.

Die Art kann mit Kollars Höhlenschrecke (Troglophilus cavicola) verwechselt werden, die vom Südosten der Schweiz über Italien (dort südlich bis zum Comer See) und Südösterreich bis nach Griechenland auftritt. Die Gewächshausschrecke unterscheidet sich von dieser Art durch ihre Bedornung auf den vorderen und mittleren Beinen sowie durch die sich direkt nach der verdickten Basis gleichmäßig verjüngende Legeröhre bei den Weibchen. Bei Kollars Höhlenschrecke ist die Legeröhre kürzer und breiter, vor allem das erste Drittel ist deutlich erweitert.

## Vorkommen
Das natürliche Vorkommen der Gewächshausschrecke ist nach wie vor unbekannt, es wird jedoch davon ausgegangen, dass sie aus Ostasien, vermutlich aus China stammt. Bevorzugt werden feuchte und warme Lebensräume, die ausreichende Verstecke bieten. Sie wurde durch den Menschen weltweit verschleppt. In Europa kommt die Art seit dem Ende des 19. Jahrhunderts nur synanthrop in der Nähe des Menschen vor. Sie ist in den Gewächshäusern nahezu sämtlicher botanischer Gärten Europas sowie in Zoos und Gärtnereien nachgewiesen, aber durch gezielte Bekämpfung insbesondere in letzteren, anders als in botanischen Gärten, nicht mehr so häufig anzutreffen. Man findet die Tiere auch in warmen Kellern. In den gemäßigten Breiten kommt die Art nur während sehr heißer Sommer im Freien vor. Auf Grund ihrer synanthropen Lebensweise tritt die Art das ganze Jahr über in kontinuierlicher Generationenfolge auf.

## Lebensweise
Die Tiere sind dämmerungs- und nachtaktiv, meiden Licht und verstecken sich tagsüber zwischen Brettern und anderen Gegenständen, wie etwa Blumentöpfen. Sie ernähren sich sowohl karnivor von verschiedenen kleinen Insekten, wie etwa Blattläusen und auch toten Insekten, als auch von pflanzlichem Material wie Früchten, Samen, Keimlingen oder jungen Blättern und Blüten. Sie verursachen dadurch in Gewächshäusern insbesondere bei Massenauftreten Schäden. Die Gewächshausschrecken können mit ihrer gut ausgebildeten Sprungmuskulatur bis zu 1,5 Meter weit und 0,5 Meter hoch springen. Auch wenn Männchen miteinander kämpfen, wird die Sprungmuskulatur eingesetzt, um Rivalen abzuwehren, was besonders bei großen Populationsdichten in Verstecken vorkommt.

### Paarung
Die Tiere können wie sämtliche Vertreter der Höhlenschrecken keine Geräusche erzeugen; die Männchen werben um die Weibchen mit geräuschlosen Schwingbewegungen. Bei der Paarung schiebt sich das Männchen von vorne unter das Weibchen, welches sich hebt und dann über das Männchen klettert. Das Männchen besitzt Drüsen am Rücken, welche vom Weibchen abgeleckt werden. Die Spermatophore wird schließlich am Hinterleibsende des Weibchens befestigt, die beiden Tiere sind dann nur durch diese miteinander verbunden. Nach der Paarung klettert das Männchen unter dem Weibchen hervor, letzteres bleibt sitzen und beginnt die Spermatophore zu fressen. Die Spermatophore besitzt eine gut ausgebildete Spermatophylax, die am weitesten hervorragt und während der nächsten ein bis zwei Stunden zuerst gefressen wird. Währenddessen entleert sich die Ampulle mit den Spermatozoen unbeschadet in die Geschlechtsöffnung und wird erst anschließend ebenso vertilgt.

### Entwicklung
Die Weibchen legen ihre Eier einzeln vor allem in die Erde von Blumentöpfen ab und bohren dazu ihren Ovipositor senkrecht bis zum Anschlag in 7 bis 12 Millimetern Tiefe in die Erde. Pro Nacht werden ein bis 90 Eier abgelegt, insgesamt können es bis zu 900 sein. Diese sind zwei Millimeter lang und einen Millimeter breit. Nach der Ablage wird das gestochene Loch mit dem Ovipositor wieder verschlossen. Nach drei bis vier Monaten schlüpfen die Larven, da die Entwicklung der Tiere jedoch nicht synchronisiert ist, kann man sämtliche Entwicklungsstadien gleichzeitig beobachten. Die Larven benötigen für ihre Entwicklung bis zur Imago etwa sieben Monate. In dieser Zeit erfolgen etwa 10 Häutungen. Hierzu hängen sich die Larven an den Hinterbeinen an, um die Larvenhaut abzustreifen. Diese wird nach der 15 bis 20 Minuten dauernden Häutung gefressen. Nach weiteren ein bis fünf Stunden ist die neue Chitinhaut der Tiere ausgehärtet und ausgefärbt.

## Gefährdung
Durch ihre synanthrope Lebensweise und ihr häufiges Auftreten gilt die Art als nicht gefährdet und ist dementsprechend in den Roten Listen gefährdeter Arten in Europa ohne Gefährdungsstatus.

## Synonyme
Es werden derzeit die folgenden beiden Synonyme anerkannt:
- Tachycines meditationis (Würmli, 1973)
- Tachycines minor (Chopard, 1963)

## Belege